# Prorocopis stenota
Prorocopis stenota là một loài bướm đêm trong họ Noctuidae.